# 新昌站 (韩国)
新昌站（：／ Sinchang yeok */?）副站名順天鄉大學，是長項線沿線的一座鐵路車站，同時也是首都圈電鐵1號線京釜－長項系統的終點站，位於韓國忠清南道牙山市新昌面杏木里，為首都圈電鐵系統中最南面的車站。

## 車站結構
站體為2面4線雙島式月台的地面車站，2、3號月台供1號線使用並設有月台幕門，出口共有2處。

### 月台配置
| ↑ 溫陽溫泉      |
| １２ \| ３４ \| |
| 起終點站        |

| 月台 | 路線   | 路線             | 目的地                           |
| ---- | ------ | ---------------- | -------------------------------- |
| 1    | 長項線 | 上行通過此站     | 上行通過此站                     |
| 2    | 長項線 | ●首都圈電鐵1號線 | 九老、首爾站、清涼里、光大學方向 |
| 3    | 長項線 | ●首都圈電鐵1號線 | 此站終着                         |
| 4    | 長項線 | 下行通過此站     | 下行通過此站                     |

## 歷史
- 1922年6月15日：五木站（오목역）以無配置簡易站開始營業[1]。
- 1926年8月8日：五木站改名忠南新昌站（충남신창역）。
- 1926年11月19日：升格為普通站。
- 1955年7月1日：忠南新昌站改名新昌站（신창역）[2]。
- 1961年7月31日：降格為無配置簡易站。
- 1962年5月10日：升格為普通站。
- 1971年3月23日：新昌站新建舊站舍開工。
- 1972年5月25日：新昌站新建舊站舍竣工。
- 1983年2月1日：停止處理小件貨物[3]。
- 1997年10月15日：降格為配置簡易站[4]。
- 2004年7月16日：停止客運服務[5]。
- 2004年12月10日：降格為無配置簡易站[6]。
- 2005年9月30日：停止處理貨物。
- 2007年12月21日：長項線複線化，改善線型事業，移動站舍。
- 2008年12月15日：首都圈電鐵1號線開通，同時升格為普通站[7]。
- 2008年12月24日：修正副站名漢字標記「順天響大」為「順天鄉大」[8]。
- 2009年6月1日：Nuriro號列車開始運行。
- 2013年8月30日：新設2號出口。
- 2016年12月9日：Nuriro號停止運行，以天安站為總站的一部分急行列車延長至此站。
- 2017年2月28日：Nuriro號恢復運行。
- 2020年5月23日：Nuriro號列車再度停止運行。
- 2021年10月30日：湯井站開通，車站編號由 P176 變更為 P177。

## 車站周邊
- 順天鄉大學
- 警察大學
- 韓國第四理工大學（朝鲜语：한국폴리텍IV대학）

## 運量
| 路線  | 每日平均乘車人數（人次） | 每日平均乘車人數（人次） | 每日平均乘車人數（人次） | 每日平均乘車人數（人次） | 每日平均乘車人數（人次） | 每日平均乘車人數（人次） | 每日平均乘車人數（人次） | 每日平均乘車人數（人次） | 每日平均乘車人數（人次） | 每日平均乘車人數（人次） | 備註  |
| 路線  | 2011年                   | 2012年                   | 2013年                   | 2014年                   | 2015年                   | 2016年                   | 2017年                   | 2018年                   | 2019年                   | 2020年                   | 備註  |
| ----- | ------------------------ | ------------------------ | ------------------------ | ------------------------ | ------------------------ | ------------------------ | ------------------------ | ------------------------ | ------------------------ | ------------------------ | ----- |
| 1號線 | 4,584                    | 4,463                    | 4,578                    | 4,642                    | 4,559                    | 4,371                    | 4,290                    | 4,211                    | 4,143                    | 2,136                    | [ 9 ] |

## 相鄰車站
韓國鐵道公社
●首都圈電鐵1號線
京釜線A急行、京釜線緩行
溫陽溫泉（P176）－新昌（P177）
●長項線（一般列車）
溫陽溫泉－新昌－道高溫泉